# همبرگر
هَمبـِرگِر گونه‌ای ساندویچ است که شامل یک برگ گوشت چرخ‌کرده‌است که در میان یک نان گردِ میان بریده قرار می‌گیرد.
گوشت همبرگر بیشتر گوشت گاو است و ممکن است به صورت کبابی (گریل) درست شود یا سرخ شود. میان گوشت و نان همبرگر معمولاً کاهو، سس گوجه فرنگی یا سس مایونز، خردل، پیاز و دیگر مخلفات هم قرار داده می‌شود. همبرگر را معمولاً در بشقاب در کنار سیب زمینی سرخ کرده یا چیپس سرو می‌کنند.
همبرگر تقریباً در تمام کشورها با همین نام نامیده می‌شود، بجز در انگلستان که به آن بیف‌برگر یا برگر می‌گویند.
اگر لایه‌ای از پنیر پرورده (ورقه‌ای) بر روی گوشت همبرگر گذاشته شود به اینگونه همبرگر، چیزبرگر گفته می‌شود.
واژه هَمبـِرگِر از زبان آلمانی می‌آید به معنای «متعلق به شهر هامبورگ» و بنا به بعضی گزارش‌ها ham در زبان آلمانی به معنای گاو یا گوشت گاو و burg به معنای تپه است و er کلمه اطلاق است. یک متعلق به. با این حال برخی در درک آن مرتکب اشتباه شده و آن را ترکیبی از "هَم" و "برگر" می‌پندارند ("هَم" در انگلیسی یعنی کالباس ژامبون.)
در ایران از مخلوط گوشت گوسفند و گوشت گوساله استفاده می‌شود چون چربی آن بیشتر شده و گوشت را لذیذتر می‌کند.
گوشت های فرآوری شده پرمصرف ترین محصولات در سراسر جهان محسوب می شوند. با این حال، محدودیت‌های متعددی مانند مسائل بهداشتی و زیست‌محیطی و انرژی، زمان و هزینه‌های بالا برای تولید این محصولات وجود دارد، بنابراین تولیدکنندگان به دنبال جایگزین‌های موثر برای گوشت‌های فرآوری‌شده هستند. مایکوپروتئین می تواند یک روش مفید برای جایگزینی گوشت باشد.

## ریشه نام
کلمه همبرگر احتمالاً از کلمه هامبورگ (شهری در کشور آلمان) گرفته شده‌است، البته ارتباطی بین شهر و نوع خوراک وجود ندارد.
با تغییر طبقه‌بندی زبانی، اصطلاح «برگر» در نهایت به یک کلمه مستقل تبدیل شد که با انواع مختلفی از ساندویچ مرتبط است که شبیه همبرگر هستند، اما حاوی گوشت‌های مختلفی مانند بوفالوی آمریکایی در بوفالو برگر، گوشت گوزن، گوشت کانگورو، برگر مرغ، گوشت بوقلمون، واپیتی، گوشت گوسفند یا ماهی مانند ماهی آزاد در برگر ماهی سالمون و حتی با ساندویچ‌های بدون گوشت مانند وجی‌برگر.
اصطلاح برگر را می‌توان به تنهایی برای یک کتلت گوشت نیز به کار برد. از آنجایی که اصطلاح همبرگر معمولاً به گوشت گاو اشاره دارد، برای وضوح بیشتر، می‌توان نوع گوشت یا جایگزین گوشت مورد استفاده را به عنوان پیشوند برگر آورد، مانند برگر گوشت گاو،برگر  گوشت بوقلمون، برگر گاومیش‌های کوهان‌دار آمریکایی یا برگر قارچ خوراکی دکمه‌ای. در بیشتر کشورهای انگلیسی زبان، از جمله بریتانیا، ایرلند، کانادا، استرالیا و نیوزیلند، یک تکه سینه مرغ در نان،برگر مرغ است. آمریکایی‌ها این را ساندویچ مرغ می‌نامند زیرا گوشت چرخ نشده است، در حالی که در کشورهای دیگر، هر چیزی که نان داشته باشد، برگر محسوب می‌شود و در ساندویچ از انواع دیگر نان (نان ورقه‌ای، باگت و ...) استفاده می‌شود.

## گران‌ترین همبرگر جهان
در سال ۲۰۱۴، در برخی اخبار اعلام شد رستوران «هونکی تونک» در لندن، گرانترین برگر جهان را به مشتریان خود عرضه می‌کند که در آن از زعفران و خاویار ایرانی استفاده شده‌است.